# Męskie Granie 2020
Męskie Granie 2020 – 11. edycja polskiego festiwalu muzycznego Męskie Granie, organizowanego przez agencję eventową Live i sponsorowanego przez firmę Żywiec. Objęła jeden koncert, zorganizowany 8 sierpnia 2020 w Międzybrodziu Żywieckim. Hymn edycji, „Świt”, został nagrany przez supergrupę Męskie Granie Orkiestra 2020, w której skład weszli Daria Zawiałow, Król i Igo. 4 grudnia 2020 odbyła się premiera dokumentującego festiwal albumu koncertowego Męskie Granie 2020.

## Organizacja
22 maja 2020 organizatorzy ogłosili, że ze względu na pandemię COVID-19 w Polsce w tym roku nie odbędzie się tradycyjna trasa koncertowa Męskiego Grania, ale festiwal zostanie zorganizowany w innej formie. 1 lipca 2020 organizatorzy ogłosili, że festiwal obejmie tylko jeden koncert, który odbędzie się 8 sierpnia w Żywcu. Ze względu na obostrzenia pandemiczne nie wzięła w nim udziału publiczność, odbyła się jednak transmisja na żywo w Internecie. 28 lipca 2020 został ujawniony skład artystów, którzy wystąpili podczas festiwalu. Odbył się on w terenie plenerowym we wsi Międzybrodzie Żywieckie.
1 lipca 2020 został ogłoszony skład Męskie Granie Orkiestry 2020, którą utworzyli Daria Zawiałow, Król i Igo. Równocześnie odbyła się premiera singla z nagranym przez nich hymnem festiwalu, „Świt”, oraz towarzyszącego mu teledysku. Utwór dotarł do pierwszego miejsca cotygodniowej listy AirPlay – Top najczęściej odtwarzanych piosenek w polskich radiostacjach i 27. cotygodniowego zestawienia najczęściej słuchanych piosenek przez polskich użytkowników serwisu Spotify. Ponadto został certyfikowany przez Związek Producentów Audio-Video platynową płytą. Męskie Granie Orkiestra 2020 otrzymała nominację w kategorii zespół/projekt artystyczny roku w plebiscycie Fryderyki 2022.
W 2021 Męskie Granie powróciło do formuły trasy koncertowej. W każdym mieście festiwal objął dwa dni, z czego w każdym z nich pierwszy dzień został zwieńczony występem Męskie Granie Orkiestry 2020. W 2024 Męskie Granie Orkiestra 2020 zagrała ponowne podczas wybranych koncertów z trasy Męskie Granie 2024.

## Męskie Granie Orkiestra 2020
Skład główny:
- Daria Zawiałow
- Król
- Igo

Muzycy akompaniujący:
- Kasia Piszek
- Piotr „Rubens” Rubik
- Jakub Wojtas
- Michał Kush
- Thomas Fietz

## Wykonawcy
Źródła:
- Nosowska (gościnnie: Mata i Miki)
- Bass Astral x Igo (gościnnie: Król)
- Król (gościnnie: WaluśKraksaKryzys)
- Daria Zawiałow (gościnnie: Tomasz Organek)
- Dawid Podsiadło
- Męskie Granie Orkiestra 2020

## Album
Album koncertowy Męskie Granie 2020 został wydany 4 grudnia 2020 nakładem wytwórni Mystic Production. Równocześnie ukazał się na CD, winylu (w kolorze niebieskim, czerwonym lub białym) i kasecie magnetofonowej, ponadto pojawił się w sprzedaży cyfrowej i serwisach strumieniowych. Znalazł się na nim cały koncert Męskie Granie Orkiestry 2020 i wybrane nagrania z pozostałych występów. Premierę albumu poprzedziło wydanie 13 listopada 2020 singla z utworem „Płoną góry, płoną lasy”.
Album dotarł do pierwszego miejsca ogólnopolskiej listy sprzedaży OLiS. 13 stycznia 2021 Związek Producentów Audio-Video przyznał mu certyfikat złotej płyty za przekroczenie progu 15 tysięcy sprzedanych egzemplarzy, zaś 14 lipca 2021 platynowej za 30 tysięcy. Wydawnictwo było nominowane w plebiscycie Fryderyki 2022 w kategorii album roku pop, jednak przegrało z Irenką Sanah.

### Lista utworów
Źródło:
| Nr  | Tytuł utworu                                            | Wykonawcy                                 | Muzyka                                                   | Tekst                                                 | Długość |
| --- | ------------------------------------------------------- | ----------------------------------------- | -------------------------------------------------------- | ----------------------------------------------------- | ------- |
| 1.  | „Świt”                                                  | Męskie Granie Orkiestra 2020              | Andrzej Smolik, Król, Daria Zawiałow, Igo, Olek Świerkot | Król, Igo                                             | 3:12    |
| 2.  | „Byłaś serca biciem” (oryginalnie: Andrzej Zaucha)      | Męskie Granie Orkiestra 2020              | Jerzy Dobrzański                                         | Zbigniew Książek                                      | 4:38    |
| 3.  | „Prędko, prędzej” (oryginalnie: Hey)                    | Męskie Granie Orkiestra 2020              | Katarzyna Nosowska, Paweł Krawczyk                       | Katarzyna Nosowska                                    | 3:45    |
| 4.  | „Nie stało się nic” (oryginalnie: Robert Gawliński)     | Męskie Granie Orkiestra 2020              | Robert Gawliński                                         | Robert Gawliński                                      | 3:55    |
| 5.  | „Boskie Buenos” (oryginalnie: Maanam)                   | Męskie Granie Orkiestra 2020              | Marek Jackowski                                          | Kora                                                  | 3:22    |
| 6.  | „Uważaj na niego” (oryginalnie: Püdelsi)                | Męskie Granie Orkiestra 2020              | Jarek Tyndel                                             | Andrzej Bieniasz, Franz Dreadhunter, Maciej Maleńczuk | 3:18    |
| 7.  | „Płoną góry, płoną lasy” (oryginalnie: Czerwone Gitary) | Męskie Granie Orkiestra 2020              | Seweryn Krajewski                                        | Janusz Kondratowicz                                   | 4:22    |
| 8.  | „Zanim zrozumiesz” (oryginalnie: Varius Manx)           | Męskie Granie Orkiestra 2020              | Robert Janson                                            | Anita Lipnicka                                        | 4:02    |
| 9.  | „W dobrą stronę” (oryginalnie: Dawid Podsiadło)         | Męskie Granie Orkiestra 2020              | Bogdan Kondracki, Dawid Podsiadło                        | Dawid Podsiadło                                       | 3:48    |
| 10. | „Korowód” (oryginalnie: Marek Grechuta)                 | Męskie Granie Orkiestra 2020              | Marek Grechuta                                           | Leszek Aleksander Moczulski                           | 3:39    |
| 11. | „Bananowy song” (oryginalnie: Vox)                      | Męskie Granie Orkiestra 2020              | Ryszard Rynkowski                                        | Marek Skolarski                                       | 5:39    |
| 12. | „Nero”                                                  | Nosowska, gościnnie: Mata                 | Bailey Daniel                                            | Mata                                                  | 2:59    |
| 13. | „Goń”                                                   | Nosowska                                  | Fox                                                      | Katarzyna Nosowska                                    | 2:56    |
| 14. | „Juno”                                                  | Bass Astral x Igo                         | Igo, Bass Astral                                         | Igo, Bass Astral                                      | 5:26    |
| 15. | „Druga pomoc”                                           | Bass Astral x Igo, gościnnie: Król        | Król                                                     | Król                                                  | 3:27    |
| 16. | „Tuż przed północą”                                     | Król, gościnnie: WaluśKraksaKryzys        | Król, WaluśKraksaKryzys                                  | Król, WaluśKraksaKryzys                               | 4:02    |
| 17. | „Te smaki i zapachy”                                    | Król                                      | Król                                                     | Król                                                  | 3:41    |
| 18. | „Szarówka”                                              | Daria Zawiałow                            | Daria Zawiałow, Michał Kush, Rubens                      | Marek Skolarski                                       | 6:33    |
| 19. | „Niemiłość”                                             | Daria Zawiałow, gościnnie: Tomasz Organek | Ørganek                                                  | Tomasz Organek                                        | 4:34    |
|     |                                                         |                                           |                                                          |                                                       | 1:17:18 |

## Nagrody i nominacje
| Plebiscyt               | Data                  | Kategoria                         | Nominacja                    | Rezultat  | Źr.    |
| ----------------------- | --------------------- | --------------------------------- | ---------------------------- | --------- | ------ |
| Bestsellery Empiku 2020 | 9 lutego 2021(dts)    | Muzyka: streaming                 | „Świt”                       | Nominacja | [ 19 ] |
| Fryderyki 2022          | 29 kwietnia 2022(dts) | Zespół / projekt artystyczny roku | Męskie Granie Orkiestra 2020 | Nominacja | [ 20 ] |
| Fryderyki 2022          | 29 kwietnia 2022(dts) | Album roku pop                    | Męskie Granie 2020           | Nominacja | [ 20 ] |